# Garra Cañera de Navolato
La Garra Cañera de Navolato fue un equipo que participó en el Circuito de Baloncesto de la Costa del Pacífico con sede en Navolato, Sinaloa, México.

## Historia
Equipo que debutó en el CIBACOPA en la temporada 2012.

## Jugadores

### Roster actual
Temporada 2012